# Zander-Gruppe
Die Zander-Gruppe ist eine deutschlandweit tätige, inhabergeführte Gruppe von Großhandelsunternehmen in den Branchen Elektro, Haustechnik und Sanitär mit Hauptsitz in Essen. Zur Zander-Gruppe gehören bundesweit mehr als 100 Niederlassungen, die meist regional aktiv und auf bestimmte Teile des Gesamtangebotes spezialisiert sind.

## Firmenprofil
Die Unternehmen der Gruppe werden in der vierten Generation von den Inhabern Friedrich-Wilhelm Hörr und Hans-Hartwig Hörr sowie von Michael Anders geleitet.
Die Vertriebsstruktur ist bei allen Unternehmen identisch: Mehr als 100 Standorte, Kundenservice telefonisch, über Außendienst sowie mit allen digitalen B2B Leistungen; an über 20 Standorten LUMINA Bad- und Licht-Ausstellungen.
Die Zander-Gruppe gehört der Mitegro an, einem Einkaufsverbund für Elektrofachgroßhändler, und der ISG, einem Einkaufsverbund für SHK-Fachgroßhändler.
ZA-TEC, Eltropa und Concept bilden die eigenständigen Handelsmarken der Zander-Gruppe.
Die Zander-Gruppe kooperiert mit e-masters, einer Marketing-Service-Kooperation für das Elektro- und SHK-Fachhandwerk und den -Fachhandel. 

## Unternehmen der Zander-Gruppe

### Zander Essen
Die Gründung erfolgt im Jahre 1879 durch Julius W. Zander. Zander Essen ist mit seinen Zweigniederlassungen Lievertz, Oswald Kölling, Panno, Schröer und Sievert in den Regionen Rhein/Ruhr, Bonn-Rhein/Sieg, Ostwestfalen und Osnabrück vertreten.

### Hermann Albert Bumke
Das Unternehmen Hermann Albert Bumke wurde 1909 von Hermann Albert Bumke und Wilhelm Meier als eine Fachgroßhandlung für elektronische Artikel gegründet. Durch Luftangriffe im Juli und Oktober 1943 wurden die Geschäftsgebäude in Hannover und Magdeburg  zerstört. Nach dem Krieg erfolgte der Wiederaufbau am Engelbosteler Damm in der Nordstadt Hannovers. In den Jahren darauf, folgten weitere Niederlassungen. 1997 erwarb Zander Essen Anteile an der Firma. Seit 2003 ist das Unternehmen  Bestandteil der Zander-Gruppe und in den Regionen um Hannover tätig.

### Fischer-Zander
Die Firma Fischer-Zander wurde 1935 als Firma Ernst Fischer mit Firmensitz in Heilbronn gegründet. Es folgte 1959 die Übernahme der Friedrich Schöppler Elektrogroßhandlung, die Gründung einer Filiale in Heidenheim im Jahr 1963 und zehn Jahre später der Umzug von Heidenheim nach Neckarsulm. Seit 1989 gehört die Ernst Fischer GmbH & Co. zur Zander-Gruppe. Auch in den weiteren Jahren wurden weitere Firmen in Neu-Ulm (1990), Pforzheim (1992), Esslingen (1995) und Nürnberg (2009) übernommen. 2011 wurde das neue Firmengebäude und das zugehörige Zentrallager mit einem automatische Hochregallager in Erlenbach fertiggestellt. Das Unternehmen ist in den Regionen  um Stuttgart, Neckar-Alb, Donau-Iller und Ost-Württemberg aktiv.

### Zander Freiburg
Das Unternehmen wurde am 12. April 1923 in Freiburg als Filiale der  J.W. Zander Co. Stuttgart gegründet. Im November 1944 wurden die Geschäfts- und Lagerräume durch einen Fliegerangriff zerstört. 1982 wurde der Hauptsitz in Stuttgart geschlossen und nach Freiburg verlegt. Am 21. Mai 1984 erfolgte der erste Spatenstich in der Einsteinstraße 5 – dem heutigen Standort des Unternehmens. Ein Jahr danach folgte der Umzug in den Neubau. 2001 wurden das Unternehmen Albert Schaller in Kempten und die Abholfiliale in Lindau übernommen. Im Jahre 2014 folgte die Übernahme von August Kaiser in Wehr. Die Einführung der beleglosen Kommissionierung waren im Jahre 2015 und die Eröffnung der Lichtausstellung „Lichtkultur“ ein Jahr später.

### Cl. Bergmann
Das von Clemens Bergmann 1918 gegründete Unternehmen ist ein in Kassel und Umgebung ansässiges Großhandelsunternehmen. 1996 erfolgte der Eintritt in die Zander-Gruppe.

### Weitere Unternehmen der Gruppe
Als weitere Unternehmen sind die Emil Fohrer GmbH & Co. KG, die J.W. Zander GmbH & Co. KG Nordwest, Zander Digital Services, Heix Elektrotechnikfachgroßhandel, Rink GmbH & Co. KG und Zander Industrie Teil der Zander-Gruppe.